# Leksikologija
Leksikologija je grana jezikoslovlja koja proučava lekseme.

## Leksikologija i druge znanosti
Osim leksikologije, lekseme proučavaju i druge grane jezikoslovlja (gramatika, dijalektologija, semantika, stilistika, povijest jezika) sa svojih stajališta, a leksikologija se koristi nekim pronalascima kako bi uspjela objasniti neki leksički problem. Za lekseme i leksik zanimaju se i brojne druge nejezične znanosti (filozofija jezika, etnolingvistika, psiholingvistika, sociologija jezika). Leksikologija se kao znanost oblikovala u 20. stoljeću.

## Podjela leksikologije
- Onomastika (imenoslovlje) grana je leksikologije koja proučava osobna imena.

- Frazeologija grana je leksikologije koja proučava frazeme.

- Leksikografija (rječničarstvo) grana je leksikologije koja popisuje, sređuje i tumači značenja riječi nekog jezika, sastavlja leksikone i rječnike.

- Tvorba riječi (rječotvorje) grana je leksikologije koja proučava načine oblikovanja i stvaranje novih izraza, odnosno riječi.